# Cheikh N'Doye
Cheikh N'Doye (Rufisque, 29 maart 1986) is een Senegalees voetballer die bij voorkeur als centrale middenvelder speelt. Hij tekende in 2015 bij Angers SCO. In 2014 debuteerde hij voor Senegal.

## Clubcarrière
N'Doye maakte zeventien treffers in 72 competitieduels voor SAS Épinal, dat hij in 2012 verruilde voor US Créteil. In zijn eerste seizoen promoveerde hij met de club naar de Ligue 2. In drie seizoenen maakte de Senegalees international 32 doelpunten in 107 competitiewedstrijden voor Créteil. In 2015 tekende hij een tweejarig contract bij Angers SCO. Op 8 augustus 2015 debuteerde hij in de Ligue 1 tegen Montpellier HSC. Op 22 augustus 2015 maakte N'Doye zijn eerste treffer in de Ligue 1 tegen Gazélec Ajaccio.

## Interlandcarrière
Op 31 mei 2014 mei debuteerde hij voor Senegal in de vriendschappelijke interland tegen Colombia. Hij startte in de basiself en maakte in het begin van de tweede helft zijn eerste interlandtreffer. De wedstrijd eindigde op 2–2. N'Doye vertegenwoordigde Senegal bij het wereldkampioenschap 2018 in Rusland, waar de Afrikanen waren ingedeeld in groep H, samen met Polen, Colombia en Japan. Na een 2–1 zege op Polen, dankzij de winnende treffer van M'Baye Niang, speelde de West-Afrikaanse ploeg met 2–2 gelijk tegen Japan, waarna in de slotwedstrijd op 28 juni met 1–0 verloren werd van groepswinnaar Colombia. De selectie van bondscoach Aliou Cissé eindigde in punten en doelpunten exact gelijk met nummer twee Japan, maar moest desondanks naar huis: Senegal werd het eerste land dat op basis van de Fair Play-regels werd uitgeschakeld, omdat de ploeg iets meer gele kaarten kreeg dan Japan. Mede daardoor beleefde het Afrikaanse continent de slechtste WK sinds 1982. N'Doye speelde mee in twee van de drie WK-duels.